# Wien-Münchener Evangelienfragmente
Die über 50 Wien-Münchener Evangelienfragmente sind die Überreste der einzig als tatsächliche Übersetzung geltenden Bibelübertragung des 12. Jahrhunderts. Im Gegensatz dazu stehen Interlinearversionen oder Paraphrasierungen wie die Hoheliedparaphrase des Williram von Ebersberg oder das St. Trudperter Hohelied.
Die Fragmente werden auf die Zeit um 1200 datiert. Sie stammen aus dem alemannisch-bayerischen Sprachraum und umfassen Bruchstücke aus allen vier Evangelien. Adressaten der übersetzten biblischen Texte waren wahrscheinlich die Konversen eines Klosters, also Laienbrüder oder -schwestern, die des Lateinischen nicht mächtig waren.